# أحمد فؤاد نجم
أحمد فؤاد نجم (22 مايو 1929 - 3 ديسمبر 2013) هو شاعر شعبي مصري، أحَد أهم شعراء العامية في مصر.

## حياته
ولد أحمد فؤاد نجم في قرية (كفر أبو نجم) بمدينة (أبو حماد محافظة الشرقية). لقب بـ «الفاجومي المصري»؛ بسبب سجنه عدة مرات. ويترافق اسم أحمد فؤاد نجم مع ملحن ومغن هو الشيخ إمام، حيث تتلازم أشعار نجم مع غناء إمام، لتعبر عن روح الاحتجاج الجماهيري الذي بدأ بعد نكسة 1967م.
ولد لأم ريفية أمية من الشرقية (هانم مرسى نجم)، وأب يعمل ضابط شرطة (محمد عزت نجم)، وكان ضمن سبعة عشر ابناً، لم يتبق منهم سوى خمسة، والسادس فقدته الأسرة ولم يراهم، التحق بعد ذلك بكتّاب القرية.
أدت وفاة والده إلى انتقاله إلى بيت خاله حسين بالزقازيق، حيث التحق بملجأ أيتام 1936م -والذي قابل فيه عبد الحليم حافظ- ليخرج منه عام 1945م، وعمره 17 سنة، ثم عاد بعد ذلك لقريته للعمل راعيا للماشية، ثم انتقل للقاهرة عند شقيقه؛ إلا أنه طرده بعد ذلك ليعود إلى قريته.
تزوج العديد من المرات؛ وله ثلاث بنات هن: عفاف، ونوارة، وزينب، وأولى الزيجات كانت من فاطمة منصور أنجب منها عفاف، وأشهرها زواجه من الفنانة عزة بلبع، والكاتبة صافيناز كاظم، وأنجب منها نوارة نجم تعمل بالمجال الصحفي، وممثلة المسرح الجزائرية الأولى صونيا ميكيو، وكانت زوجته الأخيرة هي السيدة أميمة عبد الوهاب وأنجب منها زينب.
له 3 بنات هما:
1. عفاف نجم
2. نوارة نجم
3. زينب نجم

## مسيرته
عمل نجم في معسكرات الجيش الإنجليزي؛ متنقلاً بين مهن كثيرة: كواء (مكوجي) ولاعب كرة وبائع وعامل إنشاءات وبناء وترزي
التقى بعمال المطابع الشيوعيين في إحدى مدن القنال التي كان يحتلها الإنجليز وتعلم منهم القراءة والكتابة واشترك مع الآلاف في المظاهرات التي اجتاحت مصر سنة 1946م، وتشكلت أثناءها اللجنة الوطنية العليا للطلبة والعمال.
بعدها بسنوات عمل بأحد المعسكرات الإنجليزية، وساعد الفدائيين في عملياتهم، بعد إلغاء المعاهدة المصرية الإنجليزية دعت الحركة الوطنية العاملين بالمعسكرات الإنجليزية؛ إلى تركها فاستجاب نجم للدعوة، وعينته حكومة الوفد عامل بورش النقل الميكانيكي، وفي تلك الفترة سرق بعض المسؤولين المعدات من الورشة، وعندما اعترضهم؛ اتهموه بجريمة تزوير استمارات شراء مما أدى إلى الحكم عليه 3 سنوات، قضاها بسجن قره ميدان، حيث تعرف هناك على أخيه السادس (علي محمد عزت نجم)، وفي السنة الأخيرة له في السجن اشترك في مسابقة الكتاب الأول، والتي ينظمها المجلس الأعلى لرعاية الآداب والفنون وفاز بالجائزة، وبعدها صدر الديوان الأول له من شعر العامية المصرية باسم (صور من الحياة والسجن)، وكتبت له المقدمة سهير القلماوي ليشتهر وهو في السجن.
بعد خروجه من السجن عُين موظفاً بمنظمة تضامن الشعوب الآسيوية الأفريقية، وأصبح أحد شعراء الإذاعة المصرية، وأقام في غرفة على سطح أحد البيوت في حي بولاق الدكرور، بعد ذلك تعرف على الشيخ إمام في حارة خوش قدم، ليقرر أن يسكن معه ويرتبط به حتى أصبحا ثنائياً معروفاً، وأصبحت الحارة ملتقى المثقفين، ونجحا سوياً في إثارة الشعب وتحفيز هممه قديما ضد الاستعمار، ثم ضد الديكتاتورية الحاكمة، ثم ضد غيبة الوعي الشعبي، ويقول نجم عن رفيق حياته: «إنه أول موسيقي تم حبسه في المعتقلات من أجل موسيقاه، وإذا كان الشعر يمكن فهم معناه، فهل اكتشف هؤلاء أن موسيقى إمام تسبهم وتفضحهم». وقد انفصل هذا الثنائي بعد فترة، واتهم الشيخ إمام قرينه أحمد فؤاد بأنه كان يحب الزعامة، وفرض الرأي، وأنه حصد الشهرة بفضله ولولاه ما كان نجم.
يعتبر أحمد فؤاد نجم شاعراً متدفق الموهبة؛ فقد ألف العديد من الأغاني، والتي تعبر جميعها عن رفضه للظلم، وحبه الفياض لمصر، واستيعابه الكامل للواقع الأليم، ومن بين من غنوا أغانيه: الموسيقي السوري بشار زرقان؛ الذي ربطته به علاقة عمل استمرت لسنوات، حيث سجلا معاً ألبوم (على البال)، وآخر أعماله قبل وفاته كانت عام 1999م تمثلت بخمس أغان من أشعاره ضمن ألبوم غنائي بعنوان: (الأرض) عناوينها: الأرض، السلام، آدم، إيزيس، البنت زوزا، وأغنية لم نولد؛ للشاعر أمل دنقل، وأغنية يا صديقي للشاعر إبراهيم عبد الفتاح، والألبوم من ألحان وغناء الفنان الأردني نايف الزعبي.
اختارته المجموعة العربية في عام 2007 سفيراً للفقراء في صندوق مكافحة الفقر التابع للأمم المتحدة.

### العمل السياسي
انضم أحمد فؤاد نجم إلى حزب الوفد منتصف يونيو عام 2010م، بعد فوز الدكتور السيد البدوي شحاتة بانتخابات رئاسة الحزب في انتخابات عرفت بنزاهتها، إلا أنه أعلن استقالته في منتصف أكتوبر من ذات العام، جراء الأزمة التي تسبب بها الدكتور سيد البدوي، عندما أقال إبراهيم عيسى من رئاسة تحرير الدستور، التي اشتراها السيد البدوي مع عدة شركاء في ذات العام.
وبعد ثورة 25 يناير عُدّ نجم واحداً من مؤسسي حزب المصريين الأحرار، أنتج فيلم يحكي سيرته واسمه الفاجومي، بطولة الممثل المصري خالد الصاوي، وهو مأخوذ من مذكراته الشخصية.
من أهم أشعار أحمد فؤاد نجم كتابته عن جيفارا رمز الثورة في القرن العشرين، وحصل الشاعر على المركز الأول في استفتاء وكالة أنباء الشعر العربي
- يعيش أهل بلدي
- مصر يا امة يا بهية
- جائزة نوبل
- الأخلاق
- الخواجة الأمريكاني
- استغماية
- الأقوال المأسورة
- هما مين واحنا مين
- البتاع
- الكلمات المتقاطعة
- حسبة برما
- كلب الست
- نيكسون جاء
- بابلو نيرودا
- تذكرة مسجون
- شقع بقع
- الثوري النوري
- الندالة
- أبجد هوز (سايجون)
- ورقة.. من ملف القضية
- شيد قصورك
- تخيل لي الأماني أن حظى
- بيان هام
- البشاير
- هوشي منه
- جيفارا مات
- يا فلسطينية
- يا عرب
- دور يا كلام
- حلاويلا
- القلعة
- العيسوي بية
- بقرة حاحا
- بحبك يا مصر

### كتب
| الإصدار                                | التاريخ | المصدر |
| -------------------------------------- | ------- | ------ |
| إصحي يا مصر                            |         |        |
| عيون الكلام                            | 1976    |        |
| أغنيات الحب والحياة                    | 1983    |        |
| بيان هام                               | 1985    |        |
| كلام على سفر                           | 1989    |        |
| نوارة                                  | 1996    |        |
| صور من الحياة والسجن                   |         | [ 2 ]  |
| بيان هام                               |         |        |
| كلام جرايد                             |         | [ 3 ]  |
| الفاجوميات                             |         |        |
| الفاجومي (سيرة ذاتية)                  |         | [ 4 ]  |
| العنبرة                                |         |        |
| المرجيحة                               |         |        |
| أنا بقي وعادل حمودة                    | 2001    | [ 5 ]  |
| الأعمال الشعرية الكاملة                | 2005    |        |
| يا أهلي يا حبي يا حتة من قلبي (مقالات) |         |        |
| عجايب (مسرحية)                         | 2013    | [ 6 ]  |

## جوائز وتكريمات
- عام 2007 اختارته المجموعة العربية في صندوق مكافحة الفقر التابع للأمم المتحدة سفيراً للفقراء.
- عام 2013 فاز بجائزة الأمير كلاوس الهولندية وهي من أرقى الجوائز في العالم ولكن وافته المنية قبل استلامها ببضعة أيام.
- حصل على المركز الأول في استفتاء وكالة أنباء الشعر العربي.[7]
- في 19 ديسمبر 2013 وبعد وفاته مُنِح وسام العلوم والفنون من الطبقة الأولى

## قالوا عنه
قال عنه الشاعر الفرنسي لويس أراغون: إن فيه قوة تسقط الأسوار.
أسماه الدكتور علي الراعي الشاعر البندقية.
كما سماه الرئيس أنور السادات الشاعر البذيء.

## وفاته
توفي أحمد فؤاد نجم في يوم الثلاثاء 3 ديسمبر 2013م؛ عن عمر يناهز 84 عاماً، بعد عودته مباشرة من العاصمة الأردنية عمان، التي أحيا فيها آخر أمسياته الشعرية، برفقة فرقة الحنونة بمناسبة ذكرى اليوم العالمي للتضامن مع الشعب الفلسطيني، وقد شُيع جثمانه من مسجد الحسين بمدينة القاهرة.
- عاشوا في خيالي - عبد الوهاب مطاوع - الدار المصرية اللبنانية - ISBN 977-01-6224-8